# Ispettore Coke
L’Ispettore Coke è il protagonista dell'omonimo fumetto creato da Dino Battaglia.
La serie debutta nel 1982 sulle pagine della rivista Alter alter, con la pubblicazione del primo episodio dal titolo I delitti della Fenice sui numeri dal 9 al 12. L'anno dopo segue, sempre sulla stessa rivista, il secondo episodio La mummia.

## Aspetti salienti
Coke è un ispettore di Scotland Yard che si trova a indagare su casi misteriosi, con risvolti a tratti soprannaturali. Il secondo episodio, La mummia, presenta venature ancor più marcatamente horror rispetto al precedente.
Le indagini dell'ispettore Coke sono ambientate agli inizi del XX secolo sullo sfondo di una Londra vittoriana che il tratto di Battaglia e i colori di sua moglie Laura rendono nella sua atmosfera cupa e nebbiosa.

## Edizioni italiane

### Riviste
- I delitti della fenice, Alter alter n. 9, 10, 11, 12 del 1982[2]
- La mummia, Alter alter n. 8, 10, 11, 12 del 1983[3]

### Volumi
- I delitti della fenice, Orient Express collana I Protagonisti n.1, Edizioni L'Isola Trovata, Dicembre 1983, brossurato, formato cm 21x28, 52 pagine a colori.[4]
- La mummia, Orient Express collana I Protagonisti n.5, Edizioni L'Isola Trovata, Ottobre 1984, brossurato, formato cm 21x28, 52 pagine a colori.[5]
- I delitti della fenice, Grifo Edizioni, 2009, cartonato, 64 pagine b/n.[6]
- La mummia, Grifo Edizioni, 2003, cartonato, 64 pagine a colori.[6]

Battaglia aveva iniziato a lavorare ad una terza storia, Il mostro del Tamigi, che è rimasta incompiuta per la morte dell'autore nel 1983. Le tavole di questa storia sono state pubblicate sul volume antologico Omaggio a Dino Battaglia, pubblicato nel dicembre 1983 per le Edizioni L'Isola Trovata come supplemento n.1 alla serie Gli Albi di Orient Express.